# 낮도마뱀붙이속
낮도마뱀붙이속(Phelsuma)은 도마뱀붙이과에 속한 큰 속이며 데이 게코(day geckos, 낮도마뱀붙이류)라 불린다.
어떤 낮도마뱀붙이류는 종의 존속이 위협받고 있고 어떤 낮도마뱀붙이류는 흔하지만, 낮도마뱀속에 속한 모든 종은 CITES 부속서 II(:en:CITES Appendix II)에 등재되어있다. 낮도마뱀붙이류의 거래에 대해선 별로 알려진 바가 없지만, IUCN은 거래가 몇몇 종의 존속에 위험 요소로 작용한다고 보고 있다. 몇몇 종들은 애완동물로서 사육된다.

## 상세

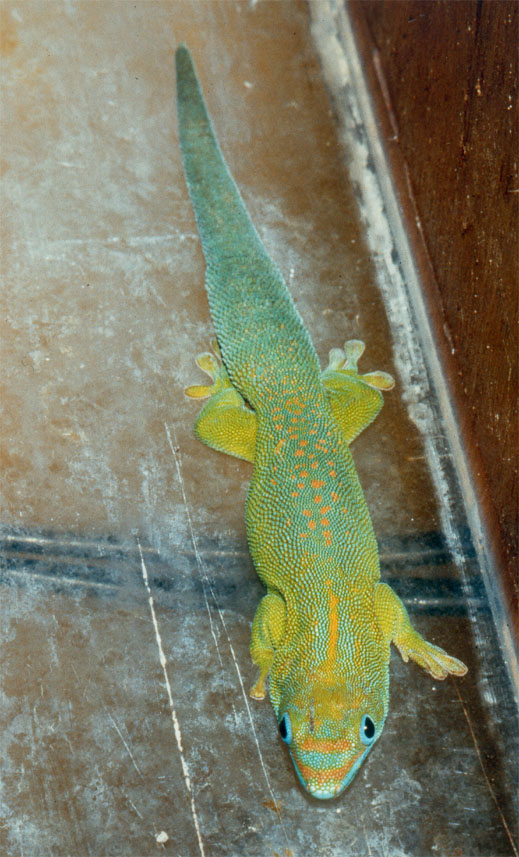
노랑목낮도마뱀붙이

다른 대부분의 도마뱀붙이류의 종들과 달리, 낮도마뱀붙이류는 주로 낮에 활동적이다. 다른 주행성 도마뱀붙이류는 난쟁이도마뱀붙이속, 딸보도마뱀붙이속 등이 있다. 낮도마뱀붙이류는 동공이 둥글고, 다른 대부분의 도마뱀붙이류처럼 눈꺼풀이 없는 대신 눈알을 덮는 둥근 막이 있어서 이를 혓바닥으로 핥아 닦는다. 대부분의 종은 밝은 녹색, 적색, 청색을 띄고 있어서 테라리움, 비바리움용 애완동물로 인기가 높다. 이러한 화려한 색깔은 종을 구분하는 요소이며, 위장 역할도 한다.
낮도마뱀붙이류의 다양한 종의 길이는 6.5 - 30cm 사이로 다양하지만, 멸종한 로드리게스큰낮도마뱀붙이는 더 컸었다. 낮도마뱀붙이류는 발가락에 작은 박판(:en:Lamella (zoology))으로 이루어진 빨판이 있어서 대나무나 유리 따위로 이루어진 평평한 수직, inverted 표면 위를 걸을 수 있다. 각각의 발의 안쪽 발가락은 흔적(en:Vestigiality)으로 남아있다. 수컷은 뒷다리 밑부분에 대퇴(:en:Femoral triangle)공이 잘 발달되어있다. 암컷은 대퇴공이 적거나 없다. 암컷은 대개 목의 옆부분에 내림프(en:Endolymphatic)석회낭이 잘 발달되어있다. 이 낭들은 알을 만드는 데 필요한 칼슘을 저장한다. 암컷이 임신했다면 몸통의 옆구리에 알들이 튀어나온 게 보인다. 유체는 6 - 12개월 사이에 성적으로 성숙한다. 작은 종은 10년까지 사는 반면, 큰 종은 사육 시에 20년 이상 산다고 보고되었다.

## 분포와 서식지
낮도마뱀붙이류는 인도양의 남서부에 서식한다. 예외는 안다만 제도와 벵골만에 서식하는 안다만섬낮도마뱀붙이와 아프리카 대륙 본토의 동해안에 서식하는 올리브낮도마뱀붙이지만, 어쩌면 이 녀석들은 해당 지역에 비교적 최근에 도입되었을지도 모른다. 대부분의 낮도마뱀붙이류는 모리타니와 마다가스카르에 서식한다. 몇몇 종은 마스카렌, 세이셸, 코모로 제도 등의 근처의 섬들에 서식한다. 이 녀석들은 사람을 따라서 하와이 제도의 하와이섬, 카우아이섬 등의 몇몇 섬, 플로리다주에 해충구제 명목으로 도입되었다. 낮도마뱀붙이류는 고도 0 - 2,300m 사이에 분포한다. 대부분의 낮도마뱀붙이류는 수목성이다. 이 녀석들은 코코야자나 바나나나무에도 서식하지만 정원, 울타리, 집, 헛간 등의 거주지 근처에서도 발견된다. 예외로 바버낮도마뱀붙이는 지표종이다.

## 식성

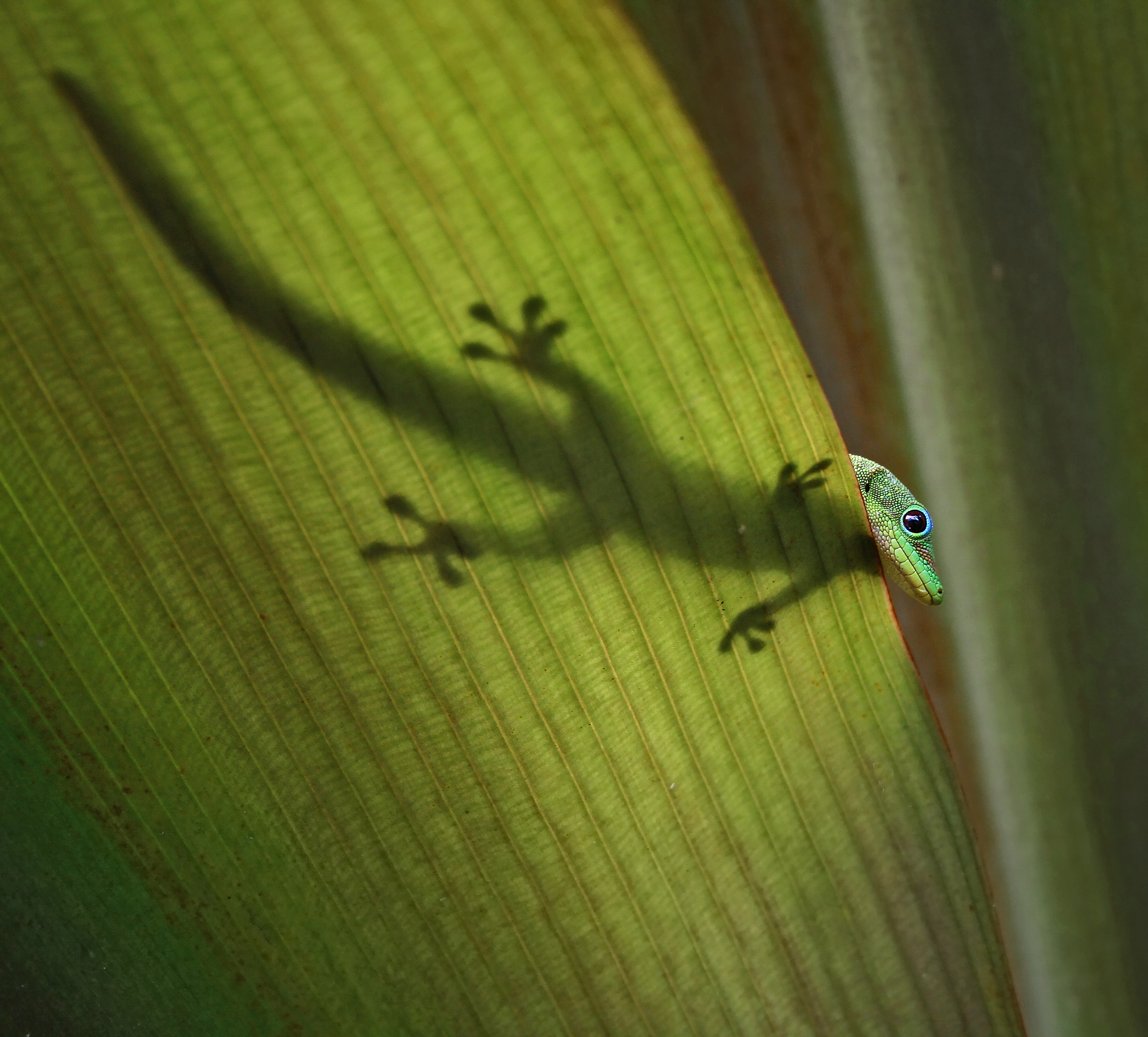
금가루낮도마뱀붙이

낮도마뱀붙이류는 야생에서는 다양한 곤충과 기타 절지동물을 먹는다. 꽃꿀, 꽃가루, 때때로 바나나같이 부드럽고 잘 익은 달달한 과일도 먹는다.
사육 시에는 이러한 식단을 따라하여 급여한다. 주로 과일파리, 다양한 파리, 벌집나방(:en:wax moth), 작은 수퍼웜(:en:super worm), 작은 버터웜(en:Butterworm), 밀웜 따위의 곤충을 주거나, 파파야, 바나나 등의 달달한 작은 과일 조각이나 시판 도마뱀붙이 꽃꿀 제품을 주에 몇 번 급여한다.
2008년에 BBC 제작진은 낮도마뱀붙이류가 플랜트호퍼(en:planthopper)의 감로를 받아먹는 장면을 성공적으로 촬영했다.

## 분류
낮도마뱀붙이속은 영국의 동물학자 존 에드워드 그레이가 1825년에 최초로 기술하였으며, 네덜란드의 내과의 무크 반 펠숨(:en:Murk van Phelsum)의 이름을 따서 명명되었다. 이 속은 70 개 종, 아종으로 이루어져있다.
낮도마뱀붙이류의 두 종, 로드리게스큰낮도마뱀붙이와 로드리게스낮도마뱀붙이는 이제 멸종된 것으로 여겨지며, 아마 사람과 가축이 서식지를 파괴하였기 때문일 것이다. 대부분의 낮도마뱀붙이류는 오늘날 야생 서식지, 특히 열대우림이 사람 때문에 파괴되고 있어서 멸종 위기에 처해있다.

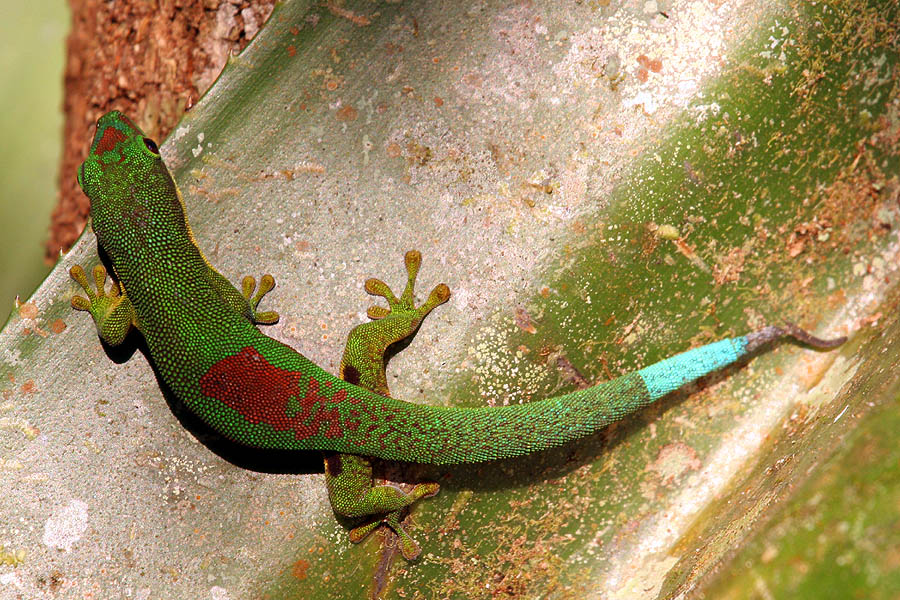
마다가스카르 안다시베 만타디아 국립공원(:en:Mantadia National Park)의 금가루낮도마뱀붙이

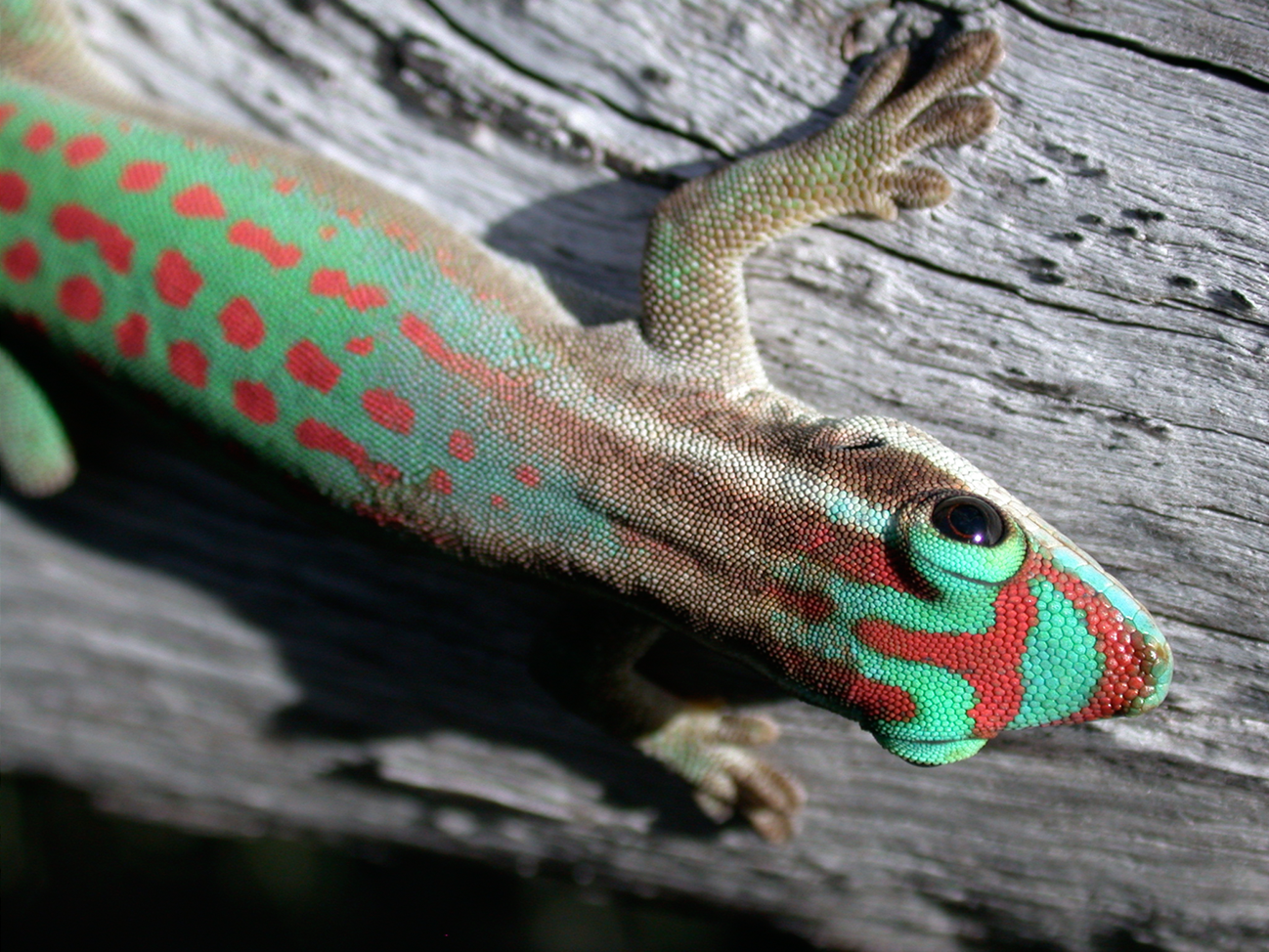
모리셔스꾸밈낮도마뱀붙이

- Phelsuma abbotti Stejneger, 1893
  - Phelsuma abbotti abbotti Stejneger, 1893 – Aldabra Island day gecko
  - Phelsuma abbotti chekei Börner & Minuth, 1984 – Cheke's day gecko
  - Phelsuma abbotti sumptio Cheke, 1982 – Assumption Island day gecko
- Phelsuma andamanense Blyth, 1861 – Andaman Islands day gecko
- Phelsuma antanosy Raxworthy & Nussbaum, 1993
- Phelsuma astriata Tornier, 1901 – Seychelles day gecko
  - Phelsuma astriata astovei V. FitzSimons, 1948
  - Phelsuma astriata astriata Tornier, 1901 – Seychelles small day gecko
  - Phelsuma astriata semicarinata Cheke, 1982
- Phelsuma barbouri Loveridge, 1942 – Barbour's day gecko
- Phelsuma berghofi Krüger, 1996
- Phelsuma borai Glaw, J. Köhler & Vences, 2009
- Phelsuma borbonica Mertens, 1966
  - Phelsuma borbonica agalegae Cheke, 1975 – Agalega day gecko
  - Phelsuma borbonica borbonica Mertens, 1966 – Reunion Island day gecko
  - Phelsuma borbonica mater Meier, 1995
- Phelsuma breviceps Boettger, 1894
- Phelsuma cepediana (Milbert, 1812) – blue-tailed day gecko
- Phelsuma comorensis Boettger, 1913
- Phelsuma dorsivittata Mertens, 1964
- Phelsuma dubia (Boettger, 1881) – dull day gecko, Zanzibar day gecko
- Phelsuma edwardnewtoni J. Vinson & J.-M. Vinson, 1969 – Rodrigues day gecko (extinct, last seen 1917)
- Phelsuma flavigularis Mertens, 1962 – yellow-throated day gecko
- Phelsuma gigas Liénard, 1842 – Rodrigues giant day gecko (extinct, last seen 1842)
- Phelsuma gouldi Crottini et al., 2011
- Phelsuma grandis Gray, 1870 – Madagascar giant day gecko
- Phelsuma guentheri Boulenger, 1885 – Round Island day gecko
- Phelsuma guimbeaui Mertens, 1963 – orange-spotted day gecko, Mauritius lowland forest day gecko
- Phelsuma guttata Kaudern, 1922 – speckled day gecko
- Phelsuma hielscheri Rösler, Obst & Seipp, 2001
- Phelsuma hoeschi Berghof & Trautmann, 2009
- Phelsuma inexpectata Mertens, 1966 – Reunion Island ornate day gecko
- Phelsuma kely Schönecker, Bach & Glaw, 2004
- Phelsuma klemmeri Seipp, 1991 – yellow-headed day gecko
- Phelsuma kochi Mertens, 1954
- Phelsuma laticauda (Boettger, 1880) – broad-tailed day gecko
  - Phelsuma laticauda angularis Mertens, 1964
  - Phelsuma laticauda laticauda (Boettger, 1880) – gold dust day gecko
- Phelsuma lineata Gray, 1842
  - Phelsuma lineata bombetokensis Mertens, 1964
  - Phelsuma lineata elanthana Krüger, 1996
  - Phelsuma lineata lineata Gray, 1842
  - Phelsuma lineata punctulata Mertens, 1970
- Phelsuma madagascariensis Gray, 1831
  - Phelsuma madagascariensis boehmei Meier, 1982 – Boehme's giant day gecko
  - Phelsuma madagascariensis madagascariensis Gray, 1831 – Madagascar day gecko
- Phelsuma malamakibo Nussbaum et al., 2000
- Phelsuma masohoala Raxworthy & Nussbaum, 1994
- Phelsuma modesta Mertens, 1970 – modest day gecko
  - Phelsuma modesta leiogaster Mertens, 1963
  - Phelsuma modesta modesta Mertens, 1970
- Phelsuma mutabilis (Grandidier, 1869) – thicktail day gecko
- Phelsuma nigristriata Meier, 1984 – island day gecko
- Phelsuma ornata Gray, 1825 – Mauritius ornate day gecko
- Phelsuma parkeri Loveridge, 1941 – Pemba Island day gecko
- Phelsuma parva Meier, 1983
- Phelsuma pasteuri Meier, 1984 – Pasteur's day gecko
- Phelsuma pronki Seipp, 1994
- Phelsuma pusilla Mertens, 1964
  - Phelsuma pusilla hallmanni Meier, 1989 – Hallmann's day gecko
  - Phelsuma pusilla pusilla Mertens, 1964
- Phelsuma quadriocellata W. Peters, 1883 – peacock day gecko
  - Phelsuma quadriocellata quadriocellata W. Peters, 1883 – four-spotted day gecko
  - Phelsuma quadriocellata bimaculata Kaudern, 1922
  - Phelsuma quadriocellata lepida Krüger, 1993
- Phelsuma ravenala Raxworthy et al., 2007
- Phelsuma robertmertensi Meier, 1980 – Robert Mertens's day gecko
- Phelsuma roesleri Glaw et al., 2010
- Phelsuma rosagularis J. Vinson & J.-M. Vinson, 1969 – Mauritius upland forest day gecko
- Phelsuma seippi Meier, 1987 – Seipp's day gecko
- Phelsuma serraticauda Mertens, 1963 – flat-tailed day gecko
- Phelsuma standingi Methuen & Hewitt, 1913 – Standing's day gecko
- Phelsuma sundbergi Rendahl, 1939 – Praslin Island day gecko
  - Phelsuma sundbergi ladiguensis Böhme & Meier, 1981 – La Digue day gecko
  - Phelsuma sundbergi longinsulae Rendahl, 1939 – Mahé day gecko
  - Phelsuma sundbergi sundbergi Rendahl, 1939 – Seychelles giant day gecko
- Phelsuma vanheygeni Lerner, 2000
- Phelsuma v-nigra Boettger, 1913 – Indian day gecko
  - Phelsuma v-nigra anjouanensis Meier, 1986 – Anjouan Island day gecko
  - Phelsuma v-nigra comoraegrandensis Meier, 1986 – Grand Comoro day gecko
  - Phelsuma v-nigra v-nigra Boettger, 1913

주의사항: 삽입어구의 이명 명명자(en:Binominal nomenclature)는 원래 해당 종을 현재와는 다른 속에 속한 것으로 기술했을지도 모른다.

## 참고 문헌
- Christenson, Leann; Christenson, Greg (2003). 《Day Geckos In Captivity》. Ada, Oklahoma: Living Art Publishing. ISBN 0-9638130-2-1.
- Gray JE (1825). "A Synopsis of the Genera of Reptiles and Amphibia, with a Description of some new Species". Annals of Philosophy. New Series [Series 2] 10: 193-217. (Phelsuma, new genus, p. 199).